# Leontovîceve, Novoukraiinka
Leontovîceve (în ucraineană Леонтовичеве) este un sat în comuna Novoiehorivka din raionul Novoukraiinka, regiunea Kirovohrad, Ucraina.

## Demografie
Componența lingvistică a localității Leontovîceve
     Ucraineană (96,09%)
     Rusă (1,56%)
     Alte limbi (1,56%)
Conform recensământului din 2001, majoritatea populației localității Leontovîceve era vorbitoare de ucraineană (96,09%), existând în minoritate și vorbitori de rusă (1,56%).